# Cuchumuela (plaats)
Cuchumuela (Quechua: K'uchumuyla) is een plaats in het departement Cochabamba, Bolivia. Het is de hoofdplaats van de gelijknamige gemeente, gelegen in de Punata provincie. 
In de gemeente Cuchumuela spreekt 97,7 procent van de bevolking Quechua.

## Bevolking
| Jaar | Populatie |
| ---- | --------- |
| 1992 | 344       |
| 2001 | 448       |
| 2012 | 627       |